# Marek VI
Marek VI (ur. ?, zm. 20 kwietnia 1656) – w latach 1646–1656 101. patriarcha (papież) Koptyjskiego Kościoła Ortodoksyjnego. 